# Spilonema dendroides
Spilonema dendroides är en lavart som beskrevs av Henssen. Spilonema dendroides ingår i släktet Spilonema och familjen Coccocarpiaceae.   Inga underarter finns listade i Catalogue of Life.